# Liturgie svatého Tichona

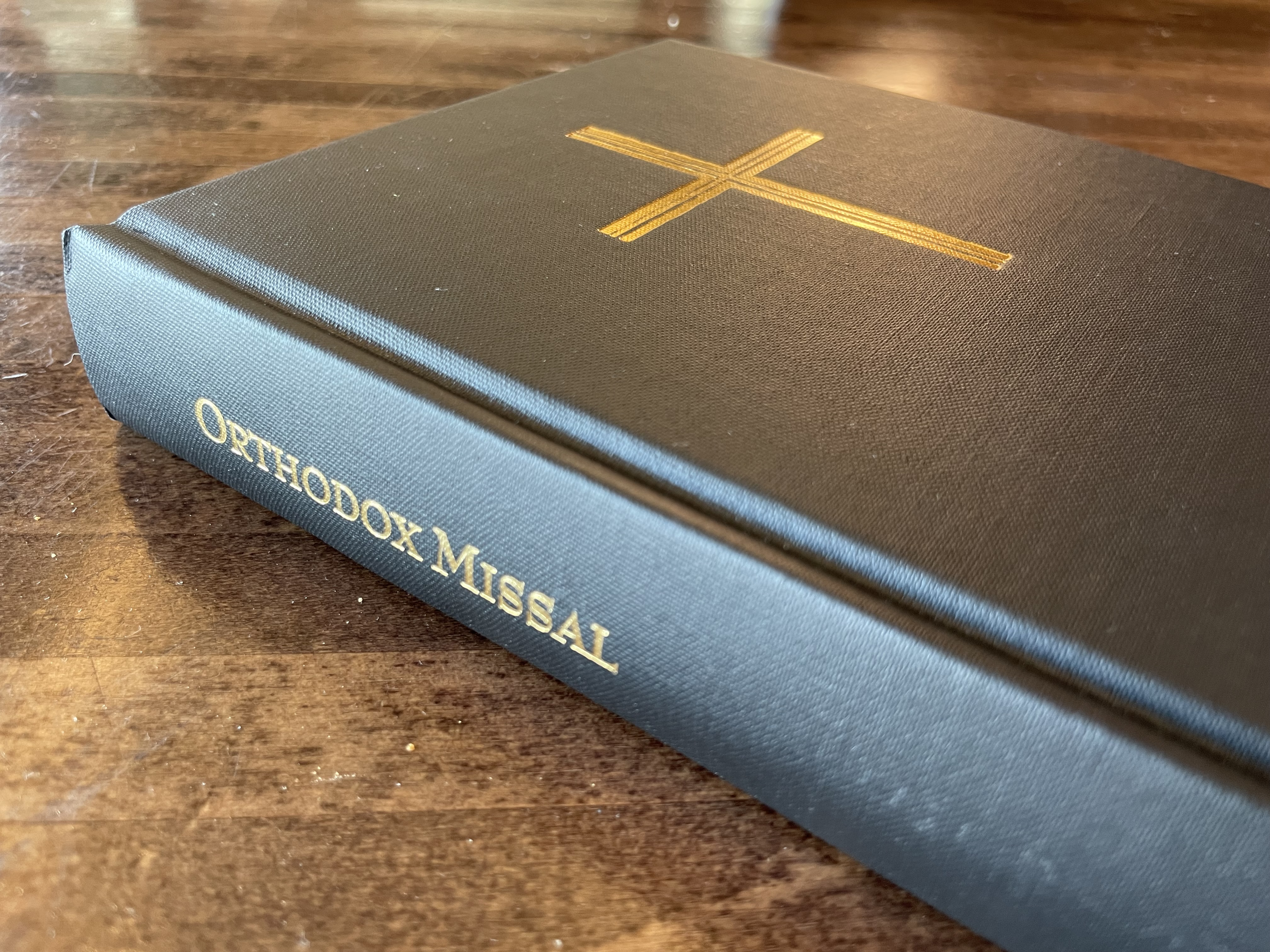
Pravoslavný misál

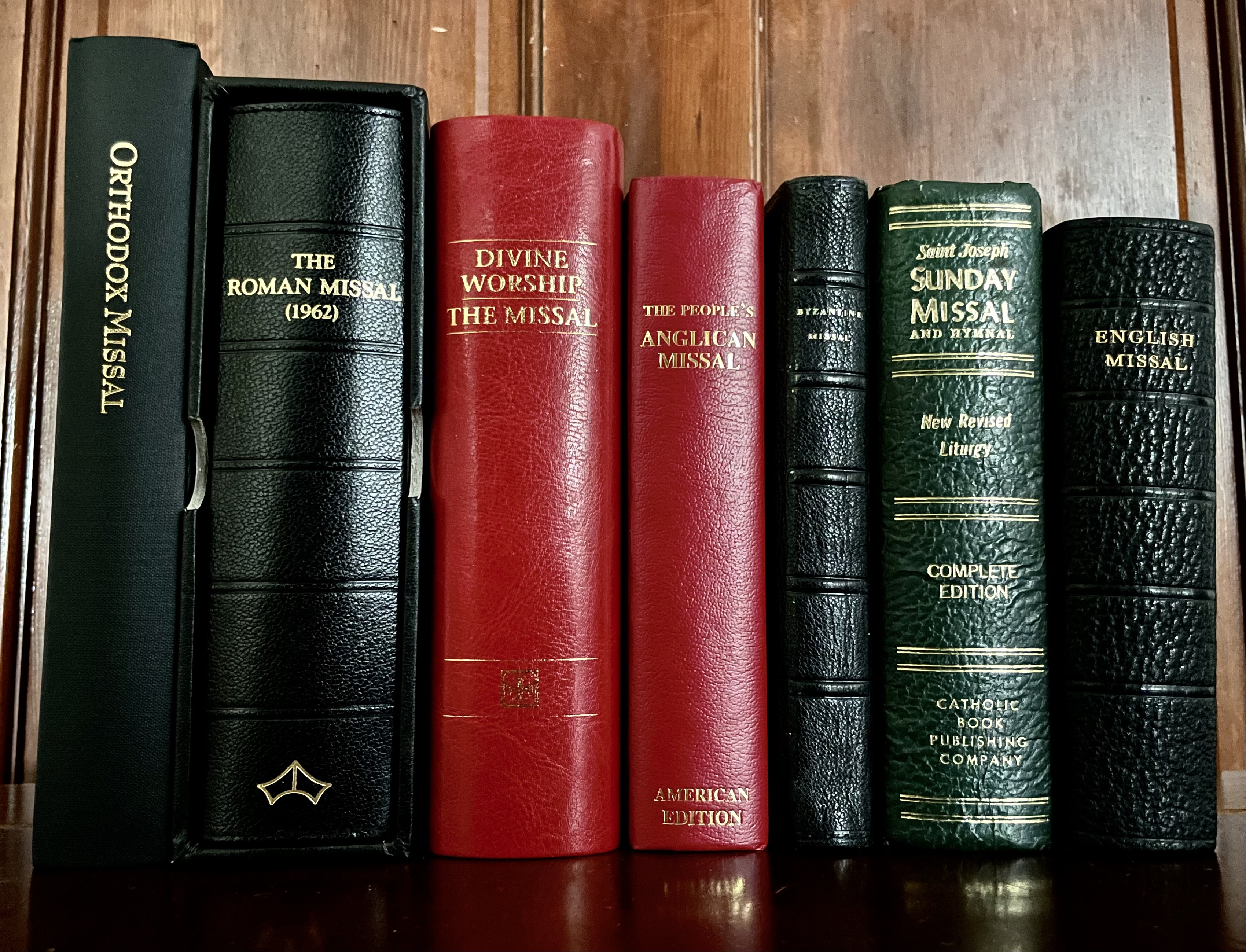
Anglické misály, pravoslavný první zleva

Liturgie svatého Tichona je jednou z božských liturgií schválených pro použití vikariátem západního obřadu Antiochie (AWRV) Antiochijské pravoslavné arcidiecéze Severní Ameriky, která je sama součástí společenství pravoslavných církví. Je povoleno k použití v rámci AWRV ve dvou anglických textech — v pravoslavném misálu a v modlitební knížce svatého Ondřeje.

## Historie
Liturgie svatého Tichona byla vytvořena v 70. letech 20. století pro použití biskupy, kteří si přáli konvertovat k pravoslaví, ale zachovat si liturgii, na kterou byli zvyklí. Text liturgie proto vychází z Knihy společných modliteb (BCP) biskupské církve z roku 1928 spolu s určitými rysy tridentské mše (dominantní mše katolické církve před její reformou po 2. vatikánském koncilu ), stejně jako určité modifikace, aby to odpovídalo pravoslavné teologii a praxi, včetně posílené epikléze a vynechání filioque z Nicejsko-konstantinopolského vyznání víry).
Adaptace liturgie byla dílem Josepha Angwina. Pojmenování liturgie po Tichonovi, osvětiteli Ameriky, je založeno na událostech, které nastaly, když byl Tichon úřadujícím biskupem americké diecéze ruské pravoslavné církve. Někteří biskupové, kteří si přáli stát se pravoslavnými, se zeptali biskupa Tichona, zda by jim mohlo být dovoleno pokračovat v používání jejich anglikánské liturgie, té americké z roku 1892 podle Book of Common Prayer (BCP). Poslal BCP do Moskvy, kde byla ustanovena církevní komise, která záležitost prověřila. Závěrečná zpráva se zabývala změnami, které by bylo třeba provést v BCP, aby byl vhodný pro pravoslavné bohoslužby, ale ani komise, ani biskup Tichon ve skutečnosti liturgii neschválili.

## Struktura
- Asperges (volitelné)
- Úkon kajícnosti
- Shrnutí zákona
- Kyrie
- Gloria in excelsis
- Kolekta
- Epištola
- Graduále
- Aleluja
- Evangelium
- Nicejsko-konstantinopolské vyznání
- Offertorium
- Modlitba za celý stav Kristovy církve (přímluvy)
- Vyznání hříchů
- Dialog
- Předmluva
- Sanctus
- Kánon
- Otčenáš
- Lámání chleba
- Agnus Dei
- Modlitba o pokorný přístup ke slavení eucharistie
- Svaté přijímání
- Modlitba díkůvzdání po přijímání
- Propuštění
- Požehnání věřících
- Poslední evangelium (prolog evangelia svatého Jana)